# 資料室
資料室或数据室是人們用于存放数据的地方。資料室可以是物理空間、虛擬空間或数据中心。資料室通常安全級別較高，房間內會有監控。